# Mary Ellen Bute
Mary Ellen Bute (Houston, Estats Units, 1906- Nova York, Estats Units, 1983) és considerada una de les cineastes pioneres en les formes experimentals de la “música visual”, com ho anomenava ella, i de l'art electrònic. Nascuda a Houston (Texas), va aconseguir una beca per estudiar a la reputada Acadèmia d'Art de Pennsilvanià, on entrà en contacte amb l'art avantguardista del moment. La impressió que li va causar l'obra de Picasso, Klee, Braque, i sobretot, Kandinsky seria determinant per la seva creació posterior, ja que la intenció d'unir l'art visual i la composició musical es convertiria en una de les matrius de la seva experimentació audiovisual. Més endavant, Bute assistí al departament de teatre de la Universitat Yale, així com a la Sorbonne, i viatjà al voltant del món fins a aterrar a Nova York, on va conèixer a nombrosos artistes avantguardistes, músics i científics.
Bute va realitzar més d'una dotzena de curtmetratges abstractes entre la dècada dels trenta i els cinquanta; va treballar amb Theodore Nemeth, el seu marit, expert en animació i efectes especials, tot experimentant amb ell la imatge produïda a partir de l'oscil·loscopi. En paraules de Bute. El seu propòsit creatiu era “portar a la vista una combinació de formes visuals que es despleguen juntament amb el desenvolupament temàtic i les cadències rítmiques de la música”.

## Filmografia
- Synchromy – 1933
- Rhythm in Light – 1934 (b&w, 5 min.)
- Synchromy No. 2 – 1935 (b&w, 5.5 min.) Música: Evening Star from Tannhäuser per Richard Wagner
- Dada – 1936 (b&w) – 3-min, Universal Newsreel.
- Parabola – 1937 (b&w, 9 min.) Música: Création du monde per Darius Milhaud.
- Escape – 1937 (color, 4.5 min.) Música: Toccata in D Minor per J.S. Bach.
- Spook Sport – 1939, (color, 8 min.) Música: Danse macabre per Camille Saint-Saëns. Animation per Norman McLaren.
- Tarantella – 1940, color, 5 mins. Animation per Norman McLaren.
- Polka Graph – 1947, color, 4.5 mins. Dmitri Shostakovich's Polka from The Age of Gold
- Color Rhapsody (aka Color Rhapsodie) – 1948, color, 6 mins.
- Imagination – 1948, color
- New Sensations in Sound – 1949, color, 3 mins. [advertising film for RCA]
- Pastorale – 1950, color, 9 mins. Bach's Sheep May Safely Graze
- Abstronic – 1952, color, 7 mins. Aaron Copland's Hoe Down and Don Gillis's Ranch House Party
- Mood Contrasts – 1953, color, 7 mins.
- The Boy Who Saw Through – 1956 (producer), b/w, 25 mins. Stars a young Christopher Walken. [not abstract]
- Passages from James Joyce's Finnegans Wake – 1965–67, b&w, 97 mins. (director and co-writer) [not abstract] Screened at the Cannes Film Festival